# Vorarlberghalle
Die Vorarlberghalle ist eine Eissporthalle im Stadtbezirk Tosters der Bezirkshauptstadt Feldkirch im österreichischen Bundesland Vorarlberg. Betreiber ist die städtische Freizeitbetriebe Feldkirch GmbH.
Die Halle wurde 1977 errichtet und bietet 5200 Besuchern Platz und ist gehört damit nach der Olympiahalle Innsbruck und der Albert-Schultz-Halle die drittgrößte permanente Eishalle Österreichs. Im Zuge des Umbaus im Jahr 2000 wurden die Stehplätze von der Westtribüne in die Südkurve verlegt und das Fassungsvermögen von zuvor 6000 Zuschauern auf die heutige Kapazität reduziert. Im Jahre 2018 wurde die Bande der Eishalle erneuert und eine Videowand sowie Torkameras installiert.
Die Halle ist die Heimstätte der Pioneers Vorarlberg aus der ICE Hockey League, der höchsten Spielklasse im österreichischen Eishockey, und des neunfachen österreichischen Eishockeymeisters VEU Feldkirch. Die VEU spielt in der ÖEL, der dritthöchsten Spielklasse Österreichs. 
Der inoffizielle Zuschauerrekord mit rund 8000 Zuschauern stammt vom 25. Januar 1998, dem Finale um die European Hockey League.